# Kermit Driscoll
Kermit Driscoll (ur. 4 marca 1956 w Kearney) – amerykański muzyk jazzowy i basista. Znany z długoletniej współpracy z amerykańskim gitarzystą Billem Frisellem.
Driscoll na gitarze basowej gra od 13 roku życia, wcześniej pobierał lekcje gry na pianinie. W 1974 podjął naukę na University of Miami, gdzie poznał Jaco Pastoriusa. W 1975 rozpoczął edukację w Berklee College of Music, który ukończył w 1978. W 1980 przeprowadził się do Nowego Jorku, gdzie dołączył do Buddy Rich's band. Współpracował również z trębaczem Dave'em Douglasem.